# Abe Sada
Sada Abe (阿部 定 Abe Sada), 28 tháng 5 năm 1905 - sau năm 1971) là một phụ nữ Nhật Bản đã được người ta biết đến khi gây ngạt thở để độ gợi tình người yêu của mình, Kichizo Ishida (石田 吉蔵 Ishida Kichizō), vào ngày 18 tháng 5 năm 1936, và sau đó cắt đứt dương vật và tinh hoàn người bạn tình của mình và mang chúng theo trong bộ kimono của cô. Câu chuyện trở thành một cảm xúc quốc gia tại Nhật Bản, với nhiều thêu dệt thần thoại, và từ đó đã được lý giải bởi các nghệ sĩ, nhà triết học, nhà văn và nhà làm phim. Abe được thả sau khi 5 năm ngồi tù và tiếp tục công việc viết tự truyện.